# .dj
.dj je internetová národní doména nejvyššího řádu pro Džibuti.
Doména je registrována kromě Džibuti také pro stránky s hudbou; DJ znamená česky diskžokej (anglicky disc jockey). Další podobně používané domény jsou .am, .tv, .cd a .fm.